# Abde Raihani
Abde Raihani (en arabe : عبد الريحاني), né le 3 février 2004 à Barcelone, est un footballeur marocain qui évolue au poste d'avant-centre à l'Atlético de Madrid B.

## Biographie

### Carrière en club
Né à Barcelone, Abde Raihani est formé dans la capitale catalane, entre Sant Andreu, dans le quartier homonyme, et Damm, dans le quartier de Nou Barris, avant d'intégrer le centre de formation de l'Atlético de Madrid en 2021,.
Lors de la saison 2022-23, il s'illustre avec les moins de 19 ans, formant un partenariat de buteurs prolifique avec Adrián Niño (en), notamment en UEFA Youth League, où il est l'auteur de 4 buts et 2 passes décisives, permettant aux siens d'atteindre les quarts de finale. Suivant ces bonnes performances, il signe son premier contrat professionnel avec l'Atlético, en mars 2023,,,.
Abde Raihani fait sa première apparition avec l'équipe senior de l'Atlético de Madrid le 4 juin 2023, figurant sur le banc lors du match de Liga contre le Villarreal. En fin de saison il est pleinement intégrer à l'effectif senior de l'Atlético de Madrid B.

### Carrière en sélection
Abde Raihani est international marocain en équipes de jeunes, ayant notamment joué avec les moins de 18 ans en 2022,,, puis avec les moins de 20 ans à partir de 2023,.
Au vu de ses performances impressionnantes avec les équipes de jeunes de l'Atlético, des contacts sont évoqués en mars 2023 entre Raihani et Walid Regragui, le sélectionneur de l'équipe senior du Maroc, avec le projet de bloquer sa nationalité sportive, le joueur étant également sélectionnable pour l'Espagne,.
En juin 2023, alors qu'il s'illustre avec ses réalisations en moins de 20 ans lors du Tournoi Maurice Revello, il est sélectionné pour la Coupe d'Afrique des nations avec les moins de 23 ans, à la place d'un Mhamdi Oualid (en) blessé,.
Remplaçant lors de la compétition, Abde Raihani voit les siens se qualifier pour les Jeux olympiques de Paris en éliminant le Mali en demi-finale,,. Le Maroc affronte ensuite l'Égypte en finale,,.

## Statistiques

### En sélection marocaine
Le tableau suivant liste les rencontres de l'équipe du Maroc U23 des catégories des jeunes dans lesquelles Abde Raihani a été sélectionné depuis le 12 octobre 2023.
| Catégorie | Date            | Lieu       | Adversaire             | Résultat | Minutes | Compétition  | Buts | Passes | Capitaine | Club            |
| --------- | --------------- | ---------- | ---------------------- | -------- | ------- | ------------ | ---- | ------ | --------- | --------------- |
| Maroc U23 | 12 octobre 2023 | Casablanca | Irak                   | 0 – 1    | 28 min  | Match amical | 0    | 0      | Non       | Atlético Madrid |
| Maroc U23 | 16 octobre 2023 | Casablanca | République dominicaine | 3 – 1    | 45 min  | Match amical | 0    | 0      | Non       | Atlético Madrid |

## Palmarès
—